# Épeugney
Épeugney is een gemeente in het Franse departement Doubs (regio Bourgogne-Franche-Comté) en telt 456 inwoners (1999). De plaats maakt deel uit van het arrondissement Besançon.

## Geografie
De oppervlakte van Épeugney bedraagt 13,9 km², de bevolkingsdichtheid is 32,8 inwoners per km².

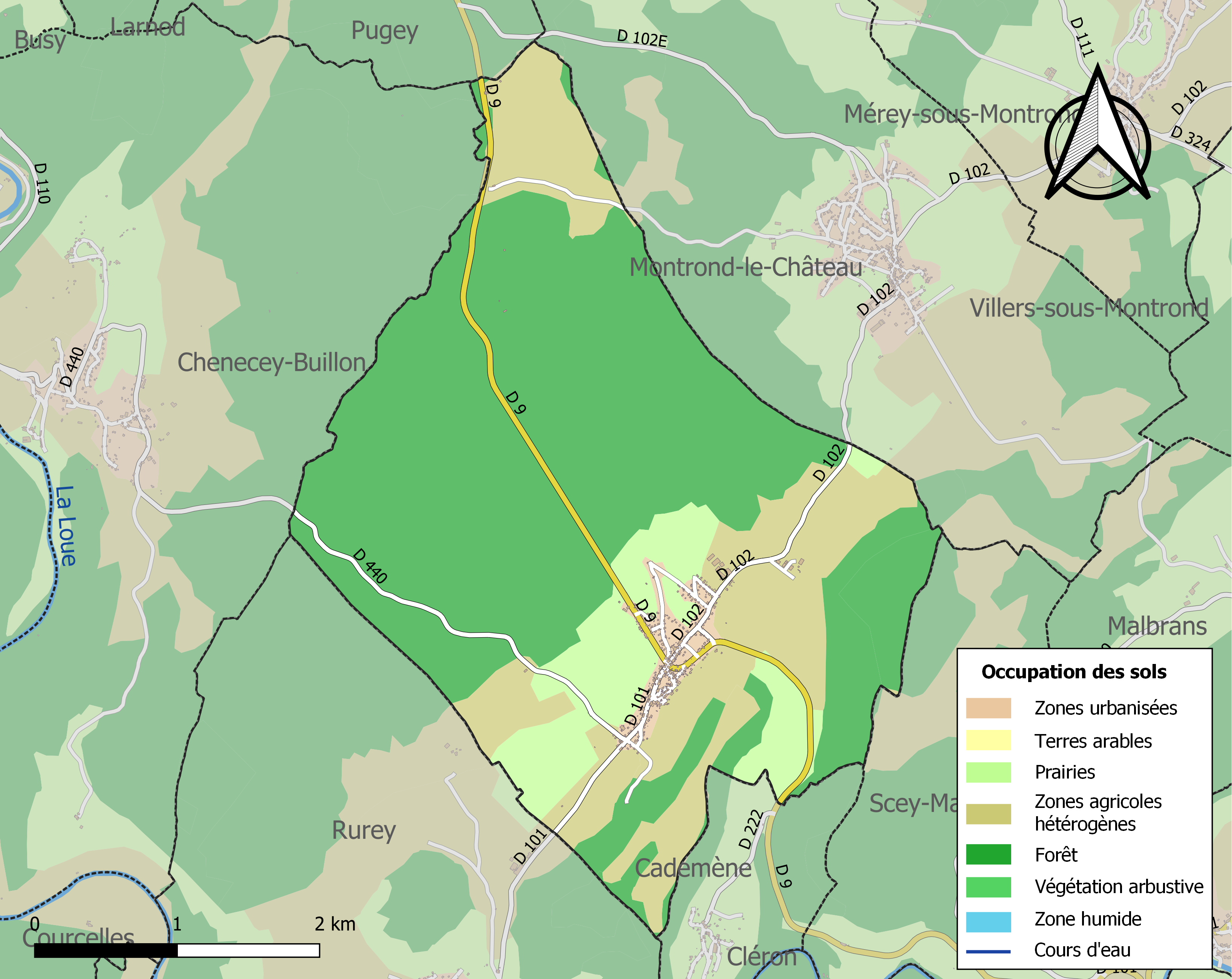
Kaart van de gemeente met de belangrijkste infrastructuur, bodemgebruik en omliggende gemeenten

## Demografie
Onderstaande figuur toont het verloop van het inwonertal (bron: INSEE-tellingen).